# Choneteuthis tongaensis
Choneteuthis tongaensis is een inktvis die voorkomt rond de Tonga-eilanden in het zuiden van de Grote Oceaan.
De soort is bekend van drie specimens. Het holotype is het grootste met een mantellengte van 33,8 mm.
C. tongaensis heeft een aantal verschillende morfologische kenmerken: de mantel is vrij van het hoofd in de nekregio, een grote cirkelvormige visceraal lichtorgaan en ventraal schild zijn aanwezig op het ventrale oppervlak van de inktzak, en de brede kiel bestrijkt de volledige lengte van de club.
Het holotype (MNHN 3820), een vrouwtje met ontbrekende tentakels, werd verzameld aan de Ha'apai eilanden  van de Tonga-eilanden (19 ° 42'S 174 ° 26'W / 19.7 ° S 174,433 ° W / -19.7 ; -174.433) op een diepte van 332 m. Paratype 1, een mannetje met alleen het hoofd en brachiale kroon, kwam uit dezelfde omgeving. Paratype 2 (MNHN 3822), ook een vrouwtje met ontbrekende tentakels, werd verzameld uit een zeeberg in de Tonga-eilanden (22 ° 11'S 175 ° 27'W / 22,183 ° ZB 175.45 ° W / -22.183; -175,45 ) op een diepte van 385-405 m.